# Metallura
Genre
Metallura est un genre d'oiseaux-mouches (la famille des Trochilidés) de la sous-famille des Lesbiinae et de la tribu des Lesbiini.

## Liste des espèces
D'après la classification de référence (version 2.5, 2010) du Congrès ornithologique international, ce genre est constitué des espèces suivantes (par ordre phylogénique) :
- Metallura tyrianthina – Métallure émeraude
- Metallura iracunda – Métallure dorée
- Metallura williami – Métallure verte
- Metallura baroni – Métallure de Baron
- Metallura odomae – Métallure du Chinguela
- Metallura theresiae – Métallure de Thérèse
- Metallura eupogon – Métallure à gorge feu
- Metallura aeneocauda – Métallure à queue d'airain
- Metallura phoebe – Métallure phébé